# Kanton Les Pennes-Mirabeau
Kanton Les Pennes-Mirabeau (fr. Canton des Pennes-Mirabeau) je francouzský kanton v departementu Bouches-du-Rhône v regionu Provence-Alpes-Côte d'Azur. Skládá se ze tří obcí.

## Obce kantonu
- Cabriès
- Les Pennes-Mirabeau
- Septèmes-les-Vallons